# Hertog van York

De witte roos van het hertogdom York.

De titel Hertog van York (Engels: Duke of York) is een Engelse dynastieke titel, die over het algemeen gedragen wordt door de tweede zoon van een Britse monarch, tenzij een zoon van een eerdere monarch de titel al draagt.
De huidige hertog van York is prins Andrew, zoon van wijlen koningin Elizabeth II.
Sinds 1474 (tweede creatie) is de titel tienmaal gecreëerd (waarvan driemaal als hertog van York en Albany), maar geen van de titelhouders heeft de titel doorgegeven aan een opvolger. Telkens overleed de hertog zonder mannelijk nageslacht, of werd hij zelf koning.
Ook waren er personen die de titel "hertog van York en Albany" droegen. Het gaat hier om niet-regerende leden van het Huis Hannover.
Duke of York is ook een eilandje in Papoea-Nieuw-Guinea, zie Duke of York (eiland).

## Hertogen van York

### Eerste creatie (1384)
- 1384-1402 Edmund van Langley, 1e hertog van York
- 1402-1415 Eduard van Norwich, 2e hertog van York (zoon van de 1e hertog)
- 1415-1460 Richard Plantagenet, 3e hertog van York (neef van de 2e hertog)
- 1460-1461 Eduard Plantagenet, 4e hertog van York (zoon van de 3e hertog, titelhouder tot zijn troonsbestijging als Eduard IV)

### Tweede creatie (1474)
- 1474-1483(?) Richard van Shrewsbury, 1e hertog van York (gehuwd; geen kinderen)

### Derde creatie (1494)
- 1494-1509 Henry Tudor, 1e hertog van York (titelhouder tot zijn troonsbestijging als Henry VIII)

### Vierde creatie (1605)
- 1605-1625 Karel Stuart, 1e hertog van York (titelhouder tot zijn troonsbestijging als Karel I)

### Vijfde creatie (1633/1644)
- 1633/1644-1685 Jacobus Stuart, 1e hertog van York (hoewel reeds vanaf zijn geboorte hertog van York, werd de titel pas in 1644 officieel gecreëerd) (titelhouder tot zijn troonsbestijging als Jacobus II)

## Hertogen van York en Albany

### Eerste creatie (1716)
- 1716-1728 Ernst August van Hannover, 1e hertog van York en Albany, bisschop van Osnabrück (ongehuwd)

### Tweede creatie (1760)
- 1760-1767 Eduard August van Hannover, 1e hertog van York en Albany (ongehuwd)

### Derde creatie (1784)
- 1784-1827 Frederik August van Hannover, 1e hertog van York en Albany, prins-bisschop van Osnabrück (gehuwd, geen kinderen)

## Hertogen van York

### Zesde creatie (1892)
- 1892-1910 George Windsor, 1e hertog van York (titelhouder tot zijn troonsbestijging als George V)

### Zevende creatie (1920)
- 1920-1936 Albert Windsor, 1e hertog van York (titelhouder tot zijn troonsbestijging als George VI)

### Achtste creatie (1986)
- 1986- Andrew, 1e hertog van York